# Vladimir Gadzhev
Vladimir Gadzhev, né le 18 juillet 1987 à Pazardjik en Bulgarie, est un footballeur international bulgare, qui joue au poste de milieu de terrain au Coventry City FC.

## Palmarès
- Champion de Bulgarie en 2009 avec le Levski Sofia
- Vainqueur de la Supercoupe de Bulgarie en 2009 avec le Levski Sofia